# ديكر جنتنك
ديكر جنتنك (الاسم العلمي: Cephalophus jentinki) ديكر متوطن في الغابات، وجد في جنوب ليبيريا، جنوب غرب ساحل العاج ومستوطنات متفرقة في سيراليون. سمي تكريمًا لعالم الحيوان الألماني فريدريكوس آنا جنتنك.

## اقرأ كذلك
- قائمة مزدوجات الأصابع حسب العدد